# Château de Chanteil
Le Château de Chanteil est un château français situé à Méral, dans le département de la Mayenne et la région des Pays de la Loire. Il est situé à 4 kilomètres au Nord-Ouest du bourg.

## Désignation[1]
- Campus Tiliate, XIIIe siècle (Archives départementales de la Mayenne, H. 151, d'après le Dictionnaire topogographique).
- G. de Chanteil, 1301.
- Chantail, château, chapelle, étang et deux allées, vers Méral et vers Saint-Poix (Hubert Jaillot).
- Chanteil, château, village, et à l'Est, parc carré de 300 toises de côté (Carte de Cassini).

## Histoire
Fief ayant seulement justice foncière, mouvant de Saint-Poix, donnant droit aux honneurs dans l'église de Saint-Poix, avec écusson et litre, après le seigneur fondateur, et banc dans l'église de Méral. Au XVIe siècle, le domaine comprenait « Niotz, Limesle, le Bois-Rahier et le Haut-Brugnon ». Le château, composé d'un grand corps de logis flanqué de deux pavillons, avait « fuie et pont-levis à chaînes et à brancards ».

## Chapelle
La chapelle, dans laquelle fut desservie la chapellenie de Saint-Antoine de l'Ermitage, fondée en 1506 à charge d'une messe le dimanche et une le jeudi. On en demande la conservation en l'an XII.

## Sources et bibliographie
- « Château de Chanteil », dans Alphonse-Victor Angot et Ferdinand Gaugain, Dictionnaire historique, topographique et biographique de la Mayenne, Laval, A. Goupil, 1900-1910 [détail des éditions] (BNF 34106789, présentation en ligne)